# Danger Snobfog
Danger Snobfog (Smug Alert! en version originale) est le deuxième épisode de la dixième saison de la série animée South Park, ainsi que le 141e épisode de l'émission.

## Résumé
Gerald Broflovski, le père de Kyle, vient tout juste d'acheter une voiture hybride, et il fait fièrement le tour de la ville pour montrer à tout le monde son nouveau véhicule. Il essaye même de culpabiliser les autres habitants pour qu'ils achètent tous des voitures qui respectent l'environnement. Son ami Randy Marsh, le père de Stan, commence à en avoir assez de son attitude et l'accuse de snobisme en lui disant qu'il « aimerait même l'odeur de ses propres pets ». Gerald décide alors qu'il ne peut plus vivre avec des gens à l'attitude aussi rétrograde et décide de déménager avec toute sa famille à San Francisco.
Stan est effondré quand il apprend que son meilleur ami Kyle va quitter South Park. Gerald lui dit qu'il ne reviendra pas à South Park à moins que tout le monde ne partage le même sentiment que lui à propos de la protection de l'environnement. Pour faire revenir son ami, Stan écrit une chanson qui va convaincre tous les habitants de South Park d'acheter des voitures hybrides. Tout le monde est très fier de sa nouvelle voiture, trop fier ! Un nuage de snobisme va déferler sur South Park, détruisant tout sur son passage.